# 우먼스 온
우먼스 온(Woman's Own)은 영국의 라이프스타일 잡지로 여성을 대상으로 한다.

## 출판
우먼스 온은 1932년에 뉴네스에 의해 처음 출판되었다. 초기에는 여성의 권리와 사회 문제를 중요하게 다루었다. 첫 번째 "고민 해결 전문가"는 레오노라 아일스였다.
여전히 영국에서 가장 인기 있는 여성 잡지 중 하나이며, 퓨처 plc에서 발행한다. 이 잡지에는 연예인 가십, 실제 이야기, 패션, 뷰티, 쇼핑 정보, 웰빙, 음식, 여행에 관한 기사가 실려 있다. 편집자는 키라 아가스이다.

### 마거릿 대처
1987년 마거릿 대처는 저널리스트 더글러스 키에게 인터뷰를 하면서 개인과 정부의 책임에 대한 의견을 밝혔는데, 이는 보통 "사회 같은 것은 없다"는 말로 축약된다. 이 잡지는 1973년에 처음 시작된 연례 용감한 어린이 상을 후원하며, 영웅적인 모습을 보이거나 고통과 장애를 견디거나 도움이 필요한 가족을 돌보는 데 헌신한 어린이를 표창한다.

### 최근 역사
이 잡지의 최근 역사는 일련의 편집 변경, 재출시 및 갑작스러운 퇴사로 어려움을 겪었다. 2006년 9월부터 5개월간 편집자 없이 운영되었는데, 엘사 맥앨런이 4년간 편집장을 맡으면서 두 번째로 타이틀을 개편한 지 불과 몇 달 만에 갑자기 사임한 이후였다. 2007년에는 IPC 계열의 다른 잡지인 패밀리 서클에서 캐런 리버모어가 영입되었다. 그녀의 200만 파운드짜리 개편은 2007년 말까지 주간 판매량이 340,000부로 하락하는 장기적인 부수 감소를 막지 못했으며, 이는 2005년 450,000부에서 감소한 것이고 시장 선두 주자인 테이크 어 브레이크의 100만 부 이상에 훨씬 못 미치는 수치였다.
2008년, 이 잡지의 건강 및 의학 보도 정확성이 언론 불만 위원회 조사의 대상이 되었으며, 언론 윤리 및 사례 연구 처리가 주류 언론에서 의문시되었다. ("재키의 이야기는 경종을 울린다: 우먼스 온이 애디슨병을 자체 목적을 위해 어떻게 선정적으로 다루었는가.")